# Деклићи
Деклићи (хрв. Deklići, итал. Decli) су насељено место у општини Каштелир-Лабинци, Истарска жупанија, Хрватска.

## Историја
До територијалне реорганизације у Хрватској били су у саставу старе општине Пореч.

## Становништво
У попису становништва из 2011. године, Деклићи су имали 38 становника.
| Број становника према пописима | Број становника према пописима | Број становника према пописима | Број становника према пописима | Број становника према пописима | Број становника према пописима | Број становника према пописима | Број становника према пописима | Број становника према пописима | Број становника према пописима | Број становника према пописима | Број становника према пописима | Број становника према пописима | Број становника према пописима | Број становника према пописима | Број становника према пописима |
| ------------------------------ | ------------------------------ | ------------------------------ | ------------------------------ | ------------------------------ | ------------------------------ | ------------------------------ | ------------------------------ | ------------------------------ | ------------------------------ | ------------------------------ | ------------------------------ | ------------------------------ | ------------------------------ | ------------------------------ | ------------------------------ |
| 1857                           | 1869                           | 1880                           | 1890                           | 1900                           | 1910                           | 1921                           | 1931                           | 1948                           | 1953                           | 1961                           | 1971                           | 1981                           | 1991                           | 2001                           | 2011                           |
| 0                              | 0                              | 0                              | 23                             | 20                             | 30                             | 0                              | 0                              | 30                             | 29                             | 28                             | 23                             | 21                             | 32                             | 34                             | 38                             |

Напомена: Од 1857. до 1880, 1921. и 1931. подаци су садржани у насељу Каштелир. Године 1948. и 1953. исказивано под именом Диклићи. Од 1890. до 1910. исказивано као део насеља.